# La Mine d'or de Dick Digger
Cet article concerne l'histoire. Pour l'album, voir La Mine d'or de Dick Digger (album).
La Mine d'or de Dick Digger est la deuxième histoire de la série Lucky Luke par Morris. Elle est publiée pour la première fois en 1947 du no 478 au no 502 du journal Spirou. Puis est publiée dans l'album homonyme en 1949.

## Résumé
Dick Digger, un vieil ami de Lucky Luke, a découvert une mine d'or dans les West Hills. Il a caché son plan dans une bouteille de rhum.
Pendant la nuit, alors qu'il dort dans une chambre au-dessus d'un saloon, il se fait voler son or et son plan par deux bandits. Il tente de se défendre mais il reçoit un méchant coup sur la tête et perd la mémoire. Lucky Luke retrouve la piste des bandits et parvient à leur subtiliser la bouteille contenant le plan. Les bandits se lancent sur sa trace et, après une folle poursuite, reprennent la bouteille. Mais Lucky Luke leur a joué un tour : il a dessiné un faux plan et a fait envoyer les desperados dans un piège.
Lui et le shérif de Nugget City capturent les bandits. Dick Digger retrouve la mémoire lors d'un face à face avec le chef de la bande.

## Personnages
- Lucky Luke.
- Dick Digger : ami de Lucky Luke et chercheur d'or, il trouve un filon d'or dans les West Hills. Il cache le plan indiquant la localisation de la mine dans une bouteille de rhum.
- Big Belly : bandit. Il vole l'or et le plan de la mine d'or de Dick Digger.
- Mestizo : complice mexicain de Big Belly.
- Mme Digger : épouse de Dick Digger.
- Tête de loup : Indien, il sauve la vie de Lucky Luke.

## Historique
Le scénario de cette histoire est dû à Louis De Bevere, le frère de Morris.

## Publication

### Revues
L'histoire est parue dans le journal Spirou, du no 478 (12 juin 1947) au no 502 (27 novembre 1947).